# Markušica
Markušica (serbe : Маркушица) est un village et une municipalité située dans le comitat de Vukovar-Syrmie, en Croatie. Au recensement de 2001, la municipalité comptait 3 053 habitants, dont 90,76 % de Serbes et le village seul comptait 1 160 habitants.

## Localités
La municipalité de Markušica compte 5 localités :
- Gaboš
- Karadžićevo
- Markušica
- Ostrovo
- Podrinje